# Festival Eurovisão da Dança
O Festival Eurovisão da Dança (Eurovision Dance Contest em inglês) foi uma competição internacional de dança de salão organizada pela União Europeia de Radiodifusão e pela International DanceSport Federation (IDSF). O IDSF credita a existência do concurso a Richard Bunn da rede RBI, Genebra, ex-controlador de esportes da EBU, que convenceu a EBU a criar o programa.

## Formato
A competição consistiu em pares de bailarinos de cada país participante. Além de serem avaliadas por um painel de especialistas em dança, as coreografias foram julgadas pelo público europeu que votou no seu pares preferido por telefone ou mensagem de texto para determinar o vencedor do concurso. A BBC foi a "emissora anfitriã" dos únicos dois concursos até o momento, em 2007 e 2008.

## Edições

### 2007
A primeira edição do Festival Eurovisão da Dança realizou-se em Londres, no Reino Unido, no dia 1 de Setembro de 2007. Foi apresentado por Graham Norton e Claudia Winkleman. Teve como artista convidado Enrique Iglesias. A Finlândia sagrou-se vencedora, com o par Jussi Väänänen e Katja Koukkula.

2008
Várias mudanças foram introduzidas no Festival Eurovisão da Dança 2008, que foi realizado em Glasgow, Reino Unido. Os pares profissionais não eram mais permitidos, todos os pares deveriam incluir um dançarino profissional e um dançarino famoso. Apenas uma dança de 2 minutos foi permitida por cada par. Foi apresentado ao concurso um júri profissional com peso aproximado de 20% do resultado, sendo os restantes 80% provenientes do televoto. A Polónia venceu a competição.

### Cancelamento
O terceiro Festival Eurovisão de Dança cancelado foi originalmente planejado para ser organizado em Baku, Azerbaijão, no Complexo Esportivo e de Exposições Heydar Aliyev, em 26 de setembro de 2009. A emissora anfitriã İctimai Television estava planejando aumentar o número de países participantes, bem como convidar uma estrela mundialmente famosa para sediar o concurso, listando Jennifer Lopez, Kylie Minogue e Shakira como candidatas. Um concerto extravagante adicional ao ar livre foi planejado para ser realizado, reunindo ex-participantes dos concursos Eurovisão, Eurovisão Júnior e Dança Eurovisão em um palco.
Em 28 de maio de 2009, a EBU anunciou que o concurso foi adiado pelo menos até o outono de 2010, pois "o número de emissoras que se inscreveram para participar não atingiu o nível desejado". De acordo com cálculos preliminares, pelo menos cinco países que participaram no Festival Eurovisão de Dança 2008, nomeadamente Áustria, Finlândia, Lituânia, Países Baixos e Suécia, anunciaram a desistência do concurso, com apenas a Bielorrússia a confirmar a sua participação como país de estreia.. De acordo com o coordenador do concurso em nome da EBU Tal Barnea, “estavam a ser desenvolvidos planos concretos para um evento de Outono de 2010, com alterações consideráveis para introduzir uma nova proposta de programa”. Esperava-se que esses planos fossem revelados no outono de 2009. A EBU também elogiou "o trabalho louvável no próximo Festival Eurovisão da Dança já concluído pelos nossos parceiros Ictimai Television e pelos funcionários do Azerbaijão", afirmando que a edição de 2010 do concurso estava planejada para acontecer lugar em Baku, Azerbaijão também. Em Janeiro de 2010, o coordenador da EBU Eurovision, Svante Stockselius, anunciou que o concurso tinha sido adiado novamente, e agora é pouco provável que aconteça, pelo menos nos próximos anos. Ele explicou que esta decisão se devia ao facto de a popularidade dos espectáculos de dança na televisão ter diminuído recentemente. Em outubro de 2020, foi revelado que a emissora polaca TVP apresentou uma proposta sem sucesso para acolher a terceira edição do concurso na sua sede em Varsóvia.

## Países participantes
Quando a competição foi inicialmente planeada, o objectivo era começar com dez a doze países participantes e expandir-se nos anos seguintes. Contudo, a taxa de resposta foi superior ao previsto e revelou-se difícil recusar os países adicionais interessados em participar no evento. Por questões logísticas, foi estabelecida uma limitação no número de participantes. Para garantir que o evento fosse um sucesso, a UER convidou as emissoras participantes dos países membros a participar. Em vários países onde a UER tinha mais de um membro, dois organismos de radiodifusão manifestaram interesse. A decisão final sobre qual emissora representaria esses países foi decidida por um acordo interno entre as duas emissoras ou por sorteio, conduzido pela EBU.
Dezesseis países; Áustria, Dinamarca, Finlândia, Alemanha, Grécia, Irlanda, Lituânia, Países Baixos, Polónia, Portugal, Rússia, Espanha, Suécia, Suíça, Ucrânia e o país anfitrião, o Reino Unido, estrearam-se no primeiro Festival Eurovisão de Dança em 2007. O A emissora croata HRT manifestou interesse em participar, mas não apareceu na lista final de participantes. Em junho de 2008, a Suíça anunciou sua retirada do concurso de 2008 sem especificar o motivo, enquanto a Alemanha desistiu do evento de 2008 no mesmo mês, devido às classificações comparativamente baixas do concurso de 2007 no país. A Espanha deveria participar originalmente em 2008, mas desistiu no final de agosto de 2008, poucos dias antes do evento, supostamente devido a um conflito de agendamento com o país que disputava uma partida de qualificação para a Copa do Mundo FIFA 2010, que acontecia na mesma noite. De acordo com as regras, a emissora espanhola TVE foi obrigada a transmitir o concurso ao vivo devido à sua retirada tardia como participante ativo. Depois que a Suíça anunciou sua não participação, e com a mudança de formato significando que cada casal dançaria uma dança de um minuto e quarenta e cinco segundos cada, novos países tornaram-se elegíveis para participar do evento. O Azerbaijão foi o único país a aderir naquele ano, mas foram realizadas negociações com emissoras da Bielorrússia e de Chipre.
A Bielorrússia pretendia competir pela primeira vez em 2009, mas a competição foi cancelada. Embora a competição de 2009 nunca tenha acontecido, a Áustria, a Finlândia, a Lituânia, a Suécia e os Países Baixos confirmaram que não iriam competir na terceira competição.
| Ano de Estreia | País          | Televisão           | Anos de participação | Ano de desistência |
| -------------- | ------------- | ------------------- | -------------------- | ------------------ |
| 2007           | Áustria       | ORF                 | 2007, 2008           |                    |
| 2007           | Dinamarca     | DR                  | 2007, 2008           |                    |
| 2007           | Finlândia     | YLE                 | 2007, 2008           |                    |
| 2007           | Alemanha      | ARD / WDR           | 2007                 | 2008               |
| 2007           | Grécia        | ERT                 | 2007, 2008           |                    |
| 2007           | Irlanda       | RTÉ                 | 2007, 2008           |                    |
| 2007           | Lituânia      | LRT                 | 2007, 2008           |                    |
| 2007           | Países Baixos | TROS                | 2007, 2008           |                    |
| 2007           | Polónia       | TVP                 | 2007, 2008           |                    |
| 2007           | Portugal      | RTP                 | 2007, 2008           |                    |
| 2007           | Rússia        | RTR and Channel One | 2007, 2008           |                    |
| 2007           | Espanha       | TVE                 | 2007                 | 2008               |
| 2007           | Suécia        | TV4                 | 2007, 2008           |                    |
| 2007           | Suíça         | SRG SSR             | 2007                 | 2008               |
| 2007           | Ucrânia       | NTU                 | 2007, 2008           |                    |
| 2007           | Reino Unido   | BBC                 | 2007, 2008           |                    |
| 2008           | Azerbaijão    | ITV                 | 2008                 |                    |

## Vencedores

Mapa mostrando o número de vitórias de cada país

O concurso difere do Festival Eurovisão da Canção porque o país vencedor não se torna automaticamente anfitrião do próximo concurso. O Festival Eurovisão da Dança seguiu o mesmo processo de seleção de anfitriões do Festival Eurovisão da Canção Júnior.
| Edição | Data            | Cidade sede         | Vencedor  | Dançarinos                      | Estilo de dança                 | Pontos | Margem |
| ------ | --------------- | ------------------- | --------- | ------------------------------- | ------------------------------- | ------ | ------ |
| 1º     | 1 Setembro 2007 | Reino Unido London  | Finlândia | Katja Koukkula e Jussi Väänänen | Rumba e Paso Doble              | 132    | 11     |
| 2º     | 6 Setembro 2008 | Reino Unido Glasgow | Polónia   | Edyta Herbuś e Marcin Mroczek   | Rumba, Cha-cha-cha e Jazz Dance | 154    | 33     |

## Três primeiras lugares
| País      | 1 | 2 | 3 | Total | Ano  |
| --------- | - | - | - | ----- | ---- |
| Finlândia | 1 | 0 | 0 | 1     | 2007 |
| Polónia   | 1 | 0 | 0 | 1     | 2008 |
| Ucrânia   | 0 | 1 | 1 | 2     | -    |
| Rússia    | 0 | 1 | 0 | 1     | -    |
| Irlanda   | 0 | 0 | 1 | 1     | -    |